# Janusz Jędrzejewicz

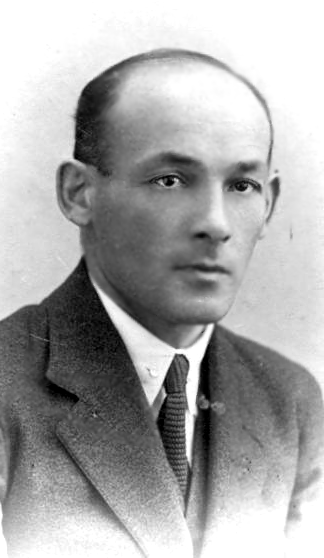
Janusz Jędrzejewicz

Janusz Jędrzejewicz [ˈjanuʂ jɛndʐɛˈjevit͡ʂ]; (* 21. Juni 1885 in Spiczyńce; † 16. März 1951 in London) war ein polnischer Pädagoge, Politiker und Ministerpräsident.

## Leben

### Offizier
Bereits als Student der Pädagogik wurde er 1904 Mitglied der von Józef Piłsudski geführten Polnischen Sozialistischen Partei (Polska Partia Socjalistyczna). Nach Beendigung des Studiums war er zunächst einige Jahre als Lehrer tätig. Nach Ausbruch des Ersten Weltkrieges trat er dann jedoch in die Polnische Legion (Legiony Polskie) und die Polnische Militärische Organisation (POW, polnisch Polska Organizacja Wojskowa) ein.
Nach dem Ersten Weltkrieg und der Unabhängigkeit Polens am 22. November 1918 wurde er Offizier der Armee (Wojsko Polskie) und diente als solcher zunächst als Aide-de-camp von General Piłsudski. 1919 folgte seine Verwendung als Offizier in der Sektion II (Militärnachrichtendienst) und später als Generalstabsoffizier im Hauptquartier der Litauisch-Weißrussischen Kriegsfront.

### Aufstieg zum Ministerpräsidenten
Nach dem Polnisch-Sowjetischen Krieg begann 1923 seine politische Laufbahn. Zugleich beschäftigte er sich zunehmend mit Fragen der Schule und Erziehung. 1926 war er Gründer und Herausgeber der Monatszeitschrift Wiedza i Życie (Wissen und Leben).
Im März 1928 wurde er zunächst zum Abgeordneten des Parlaments (Sejm) gewählt, dem er bis 1935 angehörte. 1929 war er Mitbegründer der Lehrergewerkschaft (Zrąb) sowie der Polnischen Akademie der Literatur. Von 1930 bis 1935 war er Vizepräsident des Parteilosen Blocks der Regierungsunterstützer (Bezpartyjny Blok Współpracy z Rządem), der im Wesentlichen durch seine loyale Haltung zum mittlerweile diktatorisch regierenden Marschall Piłsudski gekennzeichnet war.
Am 12. August 1931 wurde er zum Minister für Religion und öffentlichen Unterricht in das Kabinett von Ministerpräsident Aleksander Prystor berufen. Als solcher führte er 1932 eine Schulreform durch, die nach ihm als Jędrzejewicz-Reform benannt wurde und umfangreiche Neuerungen im Schulwesen einführte.
Am 12. Mai 1933 wurde er dann als Nachfolger Prystors schließlich selbst Ministerpräsident. Dieses Amt übte er bis zu seiner Ablösung durch Leon Kozłowski am 15. Mai 1934 aus. Zugleich übte er bis zum 22. Februar 1934 auch weiterhin das Amt des Erziehungsministers aus. Als solcher gehörte er 1934 neben Außenminister Józef Beck, dem Komponisten Karol Szymanowski sowie dem früheren Außenminister und späteren Präsidenten August Zaleski zu den Gründern der Frédéric-Chopin-Gesellschaft.
Anschließend gehörte er zu den Mitverfassern der im April 1935 verabschiedeten Verfassung. Kurz darauf wurde er bei den Wahlen zum Senator gewählt.

### Rückzug aus der Politik und letzte Lebensjahre im Exil
Nach dem Tode Piłsudskis am 12. Mai 1935 trat er in Opposition zum 1937 von Adam Koc gegründeten Lager der Nationalen Einheit (Obóz Zjednoczenia Narodowego), dem rechten Flügel des bisherigen Regierungslagers Piłsudskis Sanacja, verzichtete 1938 auf eine erneute Wahl in den Senat und zog sich aus dem politischen Leben zurück.
Nach der Sowjetischen Besetzung Ostpolens im September 1939 floh er zunächst nach Rumänien und später über Palästina 1947 nach London, wo er 1948 zum Vorsitzenden der Exilpartei Liga Niepodległości Polski gewählt wurde.
Seine Ehefrau war Cezaria Anna Baudouin de Courtenay-Ehrenkreutz-Jędrzejewiczowa, eine Pionierin auf dem Gebiet der Ethnologie und Ethnografie in Polen. Sein jüngerer Bruder Wacław Jędrzejewicz war nicht nur Offizier und Diplomat, sondern in seinem Kabinett und in den Regierungen Leon Kozłowski und Walery Sławek auch Minister für Religion und Öffentlichen Unterricht.